# شیطان و ده فرمان
شیطان و ده فرمان (انگلیسی: The Devil and the Ten Commandments) فیلمی در ژانر درام به کارگردانی ژولین دوویویه محصول سال ۱۹۶۳ است. از بازیگران آن می‌توان به گبی باست، میشل سیمون، لوئی دوفونس و آلن دلون اشاره کرد.